# Circuit de Charade
Der Circuit de Charade ist eine Motorsport-Rennstrecke bei Clermont-Ferrand in der französischen Region Auvergne. Sie wurde von 1958 bis 1988 mit einer Länge von 8,055 km für internationale Rennen genutzt (unter anderem viermal für die Formel 1 und elfmal für die Motorrad-Weltmeisterschaft) und ist seit 1989 in stark gekürzter Form (3,975 km) eine hauptsächlich für nationale Rennen, Test- und Clubsportzwecke genutzte Anlage.
Wegen des kurvenreichen Verlaufs in den Vulkanhügeln mit Höhenunterschieden von bis zu 150 Metern galt sie vor allem in der ursprünglichen Streckenführung als verkleinerte Ausgabe der Nordschleife des Nürburgrings. Der aktuelle offizielle Name der Anlage ist Circuits de Charade (im Plural), weil neben der Asphalt-Strecke noch zusätzliche Offroad-Kurse gebaut wurden.

## Geschichte
Bereits um 1908 gab es Pläne der Stadtverwaltung von Clermont-Ferrand und der dort ansässigen Reifenfirma Michelin, einen Rundkurs um den erloschenen Vulkan Puy de Dôme zu bauen. Diese Pläne wurden aber ebenso wenig verwirklicht wie die nach dem Zweiten Weltkrieg aufgekommene Idee, am östlichen Stadtrand eine vier bis sechs Kilometer lange Rennstrecke zu bauen. Hier war vor allem das schwere Unglück beim 24-Stunden-Rennen von Le Mans 1955 mit 82 Toten ein Rückschlag für die Initiatoren, dem Vorsitzenden des Automobilclubs der Auvergne, Jean Auchatraire, und dem in Clermont-Ferrand lebenden Rennfahrer Louis Rosier. Rosier selbst starb am 29. Oktober 1956, drei Wochen nach einem schweren Rennunfall in Montlhéry, im Krankenhaus eines Pariser Vororts. Bis zuletzt hatte er jedoch für die Finanzierung einer Rennstrecke in seiner Heimat gekämpft und schon im Mai 1957 begannen die Arbeiten in den Ausläufern der Vulkane Puy de Charade (vom okzitanischen charrado – „längeres Gespräch“ oder „Diskussion“ – abgeleitet) und Puy de Gravenoire. Bis zur Eröffnung am 27. Juli 1958 wurden über 108 Millionen neue Francs verbaut, die teils von der öffentlichen Hand, teils von der Industrie – vor allem von Michelin – kamen. Zu Ehren des erfolgreichen Rennfahrers wurde der Kurs anfangs Circuit Louis Rosier getauft.

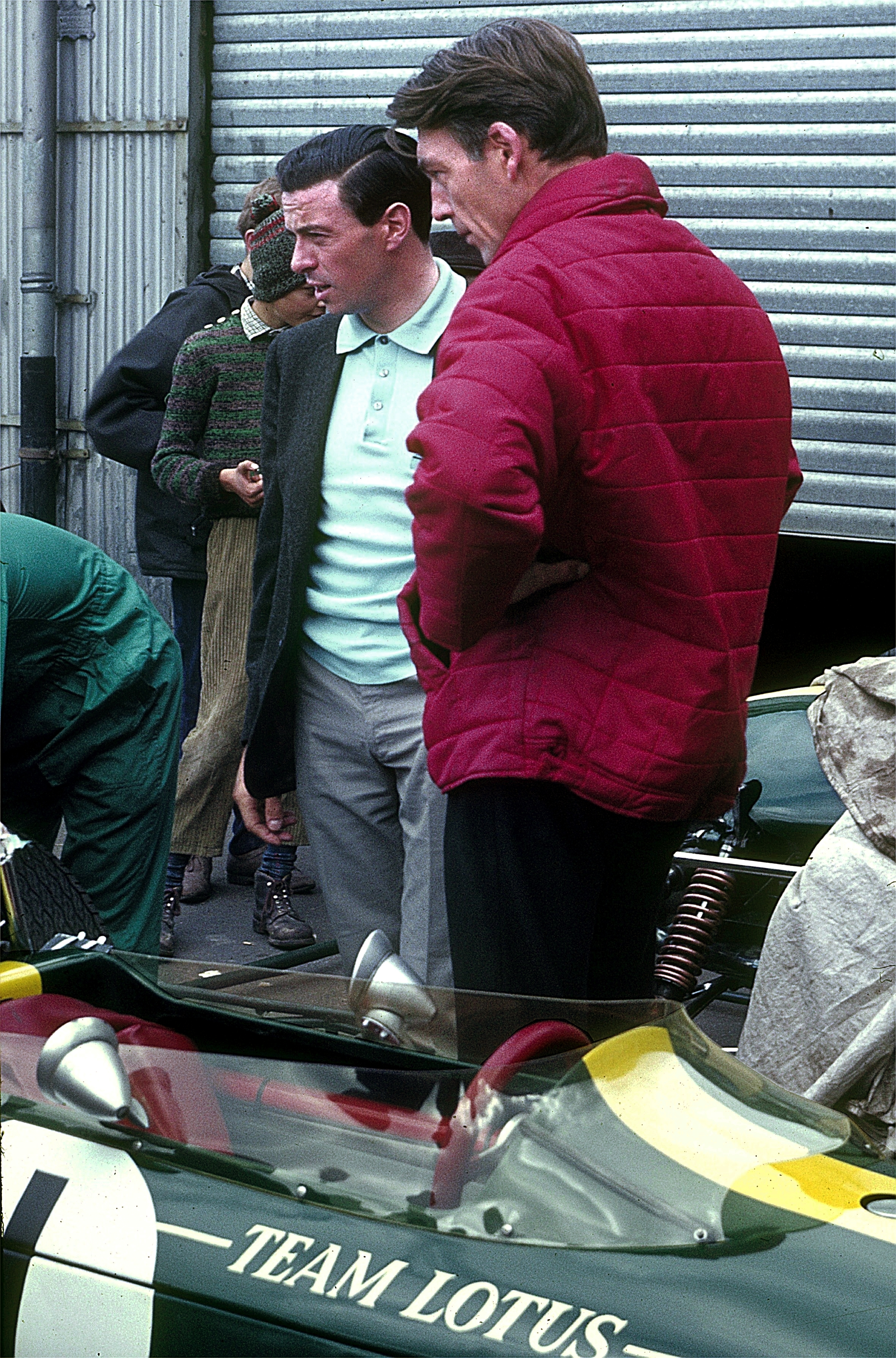
Jim Clark (links) war 1965 der erste Formel-1-Sieger in Clermont-Ferrand

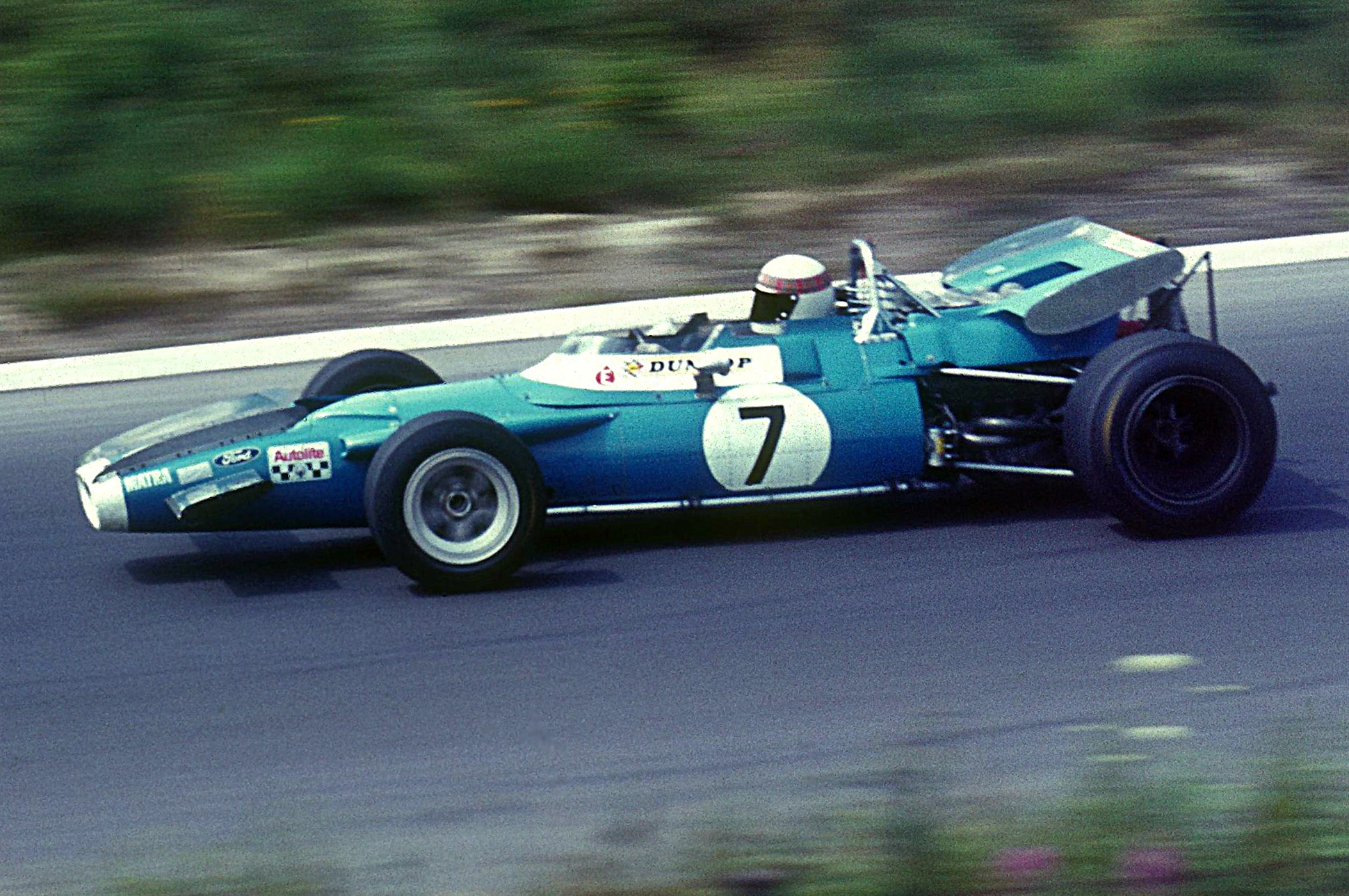
Jackie Stewart gewann den Grand Prix 1969 mit seinem Matra-Ford

### Die ersten Rennjahre
Die Bauweise der gut 8 km langen, im Uhrzeigersinn zu befahrenden, kurvenreichen und schmalen Strecke mit starken Anstiegen und tiefen Senken entsprach dem damaligen Standard; es existierten kaum Auslaufzonen und keine Curbs. Am Eröffnungstag gab es ein GT-Sportwagenrennen mit vielen prominenten Teilnehmern wie Jean Behra und Innes Ireland sowie ein Formel-2-Rennen, das Maurice Trintignant gewann. Von 1959 bis 1967 sowie von 1972 bis 1974 fand hier der französische Motorrad-WM-Grand-Prix statt, anfangs allerdings nicht für alle Hubraumklassen. Zwischen 1965 und 1972 gastierte die Formel 1 vier Mal in der Auvergne (in der Nachfolge des Circuit de Reims-Gueux), im Premierenjahr noch nicht als Großer Preis von Frankreich, sondern als Grand Prix de l'ACF, also des Automobile Club de France. Der erste Große Preis von Frankreich in Charade am 19. Juli 1964 war kein Formel-1-Rennen, sondern wurde für Fahrzeuge der Formel 2 und Formel 3 ausgeschrieben. Am selben Tag hatte der bisherige Motorrad-Rennfahrer Patrick Depailler aus Clermont-Ferrand sein Rennwagen-Debüt beim Coupe des Provinces, einem Nachwuchspokal.
1966 wurden auf dem Circuit de Charade einige der Renn-Szenen des John-Frankenheimer-Films Grand Prix gedreht, mit rund 3.000 Komparsen aus der Region als „Zuschauer“. Schlagzeilen machte der Circuit de Charade auch 1968, als die am 26. Mai geplanten WM-Läufe des französischen Motorrad-Grand-Prix abgesagt wurden – nach einem ministeriellen Verbot wegen der teils gewalttätigen Studentenunruhen, die auch auf die Universitätsstadt Clermont-Ferrand übergegriffen hatten. Beim Großen Preis von Frankreich 1969 klagte Jochen Rindt über starke Bewegungs-Übelkeit durch den „Achterbahn“-Charakter der Strecke. Um für ein eventuelles Erbrechen während der Fahrt gerüstet zu sein, benutzte Rindt einen offenen Helm.

### Niedergang durch Sicherheitsmängel
Beim letzten Formel-1-Rennen auf diesem Kurs (und Patrick Depaillers Formel-1-Debüt) am 2. Juli 1972 wurden die Mängel der Anlage deutlich: Zwar stellte Chris Amon mit 2:53,9 Minuten (Durchschnittstempo 166,751 km/h) einen neuen Rundenrekord auf, die Rennwagen wirbelten jedoch beim „Schneiden“ der Kurven wegen der fehlenden Curbs zahlreiche Steine in die Luft. Ein vom vorausfahrenden Ronnie Peterson aufgewirbelter Stein traf den Helm des Österreichers Helmut Marko, durchschlug das Visier und verletzte ein Auge so schwer, dass Marko seine Rennfahrer-Karriere beenden musste. Außerdem gab es in diesem Rennen zehn Reifenschäden durch Steine. Dies und der nachfolgende Streit zwischen Fahrern und Streckenbetreibern führte zum endgültigen Abwandern des Großen Preises von Frankreich auf die Strecken Le Castellet und Dijon-Prenois.
Als letzte große internationale Ereignisse fanden 1973 und 1974 noch Motorrad-WM-Läufe auf dem Circuit de Charade statt, in den Jahren danach hauptsächlich nationale Rennen um die Trophées d’Auvergne in verschiedenen Sportwagen- und Formel-Klassen. Langstreckenrennen und Wettbewerbe mit historischen Rennwagen waren vor allem in den 1980er Jahren häufig in Charade zu sehen. Dazu kamen Buchungen durch die Automobil- und Reifenindustrie zu Testzwecken. Aber selbst bei diesen Veranstaltungen wurde die mangelnde Sicherheit der Strecke deutlich: 1980 starben drei Streckenposten bei einem Unfall, 1984 wurde ein Produktions-Testfahrer getötet. Am 18. September 1988 fand mit dem Coupe des Volcans das letzte Rennen auf dem langen Kurs statt.

## Neubeginn
Versuche, die bisherige Streckenführung durch größere Auslaufzonen sicherer zu machen, scheiterten an der Topographie des Geländes rund um die Vulkankegel. Hier fehlte an vielen Stellen der Platz neben der direkt an die Hügel gebauten Fahrbahn. Der Conseil Général des Départements Puy-de-Dôme ließ deshalb als Streckenbesitzer den Verlauf um über die Hälfte verkürzen; unter Beibehaltung des alten Start- und Zielbereichs und Einbeziehung des bisherigen ersten und letzten Streckenviertels. Die neue 3,975 km lange Strecke mit 18 Kurven, teilweise in den französischen Nationalfarben (blau, weiß, rot) lackierten Curbs und erweiterten Auslaufzonen wurde 1989 eröffnet, 2001 kam eine erneuerte Infrastruktur (Boxenanlage, Kontrollturm, Video-Überwachung, Konferenz- und Gastronomieräume) hinzu, 2003 wurde die Gesamtanlage renoviert mit neuen Offroad-Strecken (für Moto-Cross, Quads, Trial etc.) hinter dem erweiterten Fahrerlager und auf der Außenseite der Start- und Zielgeraden. Trotzdem gilt der Kurs immer noch als einer der letzten „Natur-Rennstrecken“, die in den Geländeverlauf integriert sind – analog zur Nürburgring-Nordschleife.
Neben der öffentlichen Hand (Generalrat, Stadt Clermont-Ferrand u. a.) sind auch private Aktionäre Teilhaber der Anlage; unter anderem Michelin, verschiedene Banken und die Betreibergesellschaft der französischen Privat-Teststrecke Anneau du Rhin bei Colmar. Verschiedene Rennfahrer-Schulen haben an den Circuits de Charade ihren Sitz, es finden regelmäßig nationale Formel-3-Rennen und Wettbewerbe mit historischen Rennfahrzeugen statt und die Piste wird häufig für Testfahrten, Produktvorstellungen und Clubveranstaltungen gebucht. Hier spielt offensichtlich auch die Preisgestaltung der Streckenmiete eine Rolle; die Tarife liegen etwa bei einem Drittel derer von aktuellen Formel-1-Rennstrecken. Allerdings entspricht die Anlage mit der nur neun bis zwölf Meter breiten Fahrbahn und Auslaufzonen aus Kies und Gras erneut nicht den immer anspruchsvolleren modernen Standards, die ohnehin meist nur auf neuen Retorten-Strecken eingehalten werden können.
Die Kombination aus Teilen der Asphalt-Fahrbahn und der Offroad-Strecken ermöglicht die Veranstaltung von Supermoto-Rennen. Einzelne Fahrbahnabschnitte können außerdem zu Trainings- und Versuchszwecken bewässert werden. In der Kundenliste führen die Betreiber unter anderem Daimler AG, Subaru, Porsche, Pirelli, Michelin, Citroën, Saab, Renault und MAN auf. Neben den Motorsport-Aktivitäten werden auf der 82 Hektar großen Anlage auch Gleitschirmfliegen angeboten und Paintball-Wettbewerbe veranstaltet.

### Alle Sieger von Formel-1-Rennen in Clermont-Ferrand
| Nr. | Jahr | Fahrer         | Konstrukteur | Motor  | Reifen | Zeit          | Streckenlänge | Runden | Ø-Tempo      | Datum    | GP von     |
| --- | ---- | -------------- | ------------ | ------ | ------ | ------------- | ------------- | ------ | ------------ | -------- | ---------- |
| 1   | 1965 | Jim Clark      | Lotus        | Climax | D      | 2:14:38,400 h | 8,055 km      | 40     | 143,583 km/h | 27. Juni | Frankreich |
|     |      |                |              |        |        |               |               |        |              |          | Frankreich |
| 2   | 1969 | Jackie Stewart | Matra        | Ford   | D      | 1:56:47,400 h | 8,055 km      | 38     | 157,251 km/h | 6. Juli  | Frankreich |
| 3   | 1970 | Jochen Rindt   | Lotus        | Ford   | F      | 1:55:57,000 h | 8,055 km      | 38     | 158,391 km/h | 5. Juli  | Frankreich |
|     |      |                |              |        |        |               |               |        |              |          | Frankreich |
| 4   | 1972 | Jackie Stewart | Tyrrell      | Ford   | G      | 1:52:21,500 h | 8,055 km      | 38     | 163,454 km/h | 2. Juli  | Frankreich |